# Neuroendocrinologia
A Neuroendocrinologia é a ciência que estuda as interações do sistema nervoso e sistema endócrino. Incluindo as características biológicas das células envolvidas e como elas se comunicam entre si. O sistema nervoso e endócrino funcionam muitas vezes em conjunto num processo chamado de integração neuroendócrino para regular os processos fisiológicos do corpo humano.